# Morti nel 1295
| Questa pagina contiene informazioni ricavate automaticamente dalle voci biografiche con l'ausilio del template Bio e di un bot. L'aggiornamento è periodico e automatico e ricostruisce completamente la pagina. Se manca una persona in questa lista, sei pregato di non aggiungerla, ma accertati piuttosto che la sua voce biografica contenga il template Bio e che i dati anagrafici siano correttamente compilati. Se il template Bio manca, inseriscilo tu stesso o, in alternativa, metti l'avviso {{tmp\|Bio}} che ne segnala la mancanza. Se i dati riportati sono sbagliati, correggi direttamente la voce biografica; le modifiche saranno visibili in questa lista entro pochi giorni. Per chiarimenti vedi il progetto biografie. La lista contiene solo le 28 persone che sono citate nell'enciclopedia e per le quali è stato implementato correttamente il template Bio. Pagina aggiornata al 2 mag 2025. |

- 22 febbraio - Giovanni di Castrocoeli, cardinale e arcivescovo cattolico italiano
- 24 marzo - Gaykhatu, mongolo
- 10 aprile - Baldovino d'Avesnes, cavaliere medievale francese (n. 1219)
- 25 aprile - Sancho IV di Castiglia, sovrano spagnolo (n. 1258)
- 5 maggio - Konrad von Mandern, tedesco
- 21 maggio - Bernardo Platon, vescovo cattolico francese
- 28 maggio - Barnim II di Pomerania, nobile
- 8 agosto - Ottone Visconti, arcivescovo e nobile italiano (n. 1207)
- 12 agosto - Carlo Martello d'Angiò, sovrano (n. 1271)
- 19 agosto - Leone II di Cava, abate italiano (n. 1239)
- 7 settembre - Guillaume de Ferrières, cardinale e presbitero francese
- 12 settembre - Pietro I della Scala, vescovo cattolico italiano
- 15 settembre - Ruggieri degli Ubaldini, arcivescovo cattolico italiano
- 4 ottobre - Baydu, mongolo
- 19 ottobre - Guelfo della Gherardesca, militare italiano
- 1º novembre - Mainardo II di Tirolo-Gorizia, conte (n. 1238)
- 7 dicembre - Gilberto di Clare, VII conte di Gloucester, nobile e condottiero inglese (n. 1243)
- 20 dicembre - Margherita di Provenza, regina francese (n. 1221)
- Taddeo Alderotti, medico e anatomista italiano (n. 1215)
- Beatrice di Navarra, nobile (n. 1242)
- Robert Bruce, V Signore di Annandale, militare scozzese
- Giroldo da Como, scultore e architetto italiano (n. 1225)
- Pay Gómez Chariño, trovatore spagnolo
- Hillel ben Samuel, rabbino, filosofo e medico italiano (n. 1220)
- Offreduccio, vescovo cattolico italiano
- Montagna dei Parcitati, politico italiano
- Pietro Peregrossi, cardinale italiano
- Bonaventura da Savignano, giurista e politico italiano